# 러키☆스타의 에피소드 목록
아래는 일본의 애니메이션인 《러키☆스타》의 방영 목록이다.

## 에피소드
| |                                                                    |                 |  |  |
| 01 | "내달리는 여자" "つっぱしる女"                                     | 2007년 4월 8일  |  |  |
| 네 주인공이 소개되고, 료오 학원 고등부 2학년 생활이 시작된다. 초콜렛 코로네에 대한 첫 번째 토론이 시작된다. 아픈 카가미를 살펴보러 친구들이 찾아오는데, 코나타는 병문안 핑계로 숙제를 베끼러 와 카가미의 화를 돋운다.〈러키☆채널〉에서는 코가미 아키라와 시라이시 미노루가 소개된다. 아키라는 자기 출연료를 어머니가 다 가져간다고 화를 낸다. |                                                                    |                 |  |  |
| 02 | "노력과 결과" "努力と結果"                                         | 2007년 4월 15일 |  |  |
| Throughout 황금 연휴기간을 맞아, 카가미와 츠카사가 같이 놀고 있는데, 츠카사는 숙제를 하나도 하지 않았다. 코나타 역시 숙제를 하지 않아 카가미 것을 베끼러 온다. 연휴가 끝난 뒤, 코나타는 밤을 새우면서 만화만 보고 있다.〈러키☆채널〉에서는 시라이시가 본편에 출연한 것 때문에 아키라가 분노하였다.                                            |                                                                    |                 |  |  |
| 03 | "이런저런 사람들" "いろいろな人たち"                               | 2007년 4월 22일 |  |  |
| 04 | "의욕의 문제" "やる気の問題"                                       | 2007년 4월 29일 |  |  |
| 05 | "명사수" "名射手"                                                  | 2007년 5월 6일  |  |  |
| 06 | "여름의 기본" "夏の定番"                                           | 2007년 5월 13일 |  |  |
| 07 | "이미지" "イメージ"                                                | 2007년 5월 20일 |  |  |
| 08 | "내가 아니라도 왕성해" "私じゃなくても旺盛"                        | 2007년 5월 27일 |  |  |
| 09 | "그런 감각" "そんな感覚"                                           | 2007년 6월 3일  |  |  |
| 10 | "소망" "願望"                                                      | 2007년 6월 10일 |  |  |
| 11 | "성야를 보내는 여러 방법" "いろんな聖夜の過ごし方"                 | 2007년 6월 17일 |  |  |
| 12 | "축제에 가자" "お祭りへ行こう"                                     | 2007년 6월 24일 |  |  |
| 13 | "맛있는 날" "おいしい日"                                           | 2007년 7월 1일  |  |  |
| 14 | "한 지붕 아래" "ひとつ屋根の下"                                    | 2007년 7월 8일  |  |  |
| 15 | "갑자기 달라지지는 않아" "いきなりは変われない"                    | 2007년 7월 15일 |  |  |
| 16 | "링" "リング"                                                      | 2007년 7월 22일 |  |  |
| 17 | "태양 아래서" "お天道様のもと"                                     | 2007년 7월 29일 |  |  |
| 18 | "각양각색" "十人十色"                                              | 2007년 8월 5일  |  |  |
| 19 | "2차에 본질이 있다" "二次に本質あり"                               | 2007년 8월 12일 |  |  |
| 20 | "여름을 보내는 방법" "夏の過ごし方"                                | 2007년 8월 19일 |  |  |
| 21 | "판도라의 상자" "パンドラの箱"                                     | 2007년 8월 26일 |  |  |
| 22 | "이곳에 있는 카나타" "ここにある彼方"                              | 2007년 9월 2일  |  |  |
| 23 | "미묘한 라인" "微妙なライン"                                       | 2007년 9월 9일  |  |  |
| 24 | "미정" "未定"                                                      | 2007년 9월 16일 |  |  |
| OVA | "오리지널인 비주얼과 애니메이션" "Original na Visual to Animation" | 2008년 9월 26일 |  |  |
| 몇 개의 챕터로 분할되어 있다. |                                                                    |                 |  |  |